# Reynolds tal
Reynolds tal, også kaldet Reynolds konstant, er en vigtig dimensionsløs enhed indenfor fluidmekanikken. Tallet bruges til at forudsige om en strømning bliver laminar eller turbulent.
For cirkulære rør gælder det, at en strømning bliver laminar, hvis Reynolds tal er under 2300, og turbulent, når Reynolds tal er over 4000. Reynolds tal beregnes for cirkulære rør som:
{\displaystyle Re={\frac {v_{\rm {m}}\cdot 4\cdot R_{h}}{\nu }}},
hvor {\displaystyle v_{\rm {m}}} er middelhastigheden, {\displaystyle R_{h}} er den hydrauliske radius (hydraulisk diameter / 4) og {\displaystyle \nu } er væskens kinematiske viskositet.
Et høj reynolds tal, er udtryk for et turbulent flow. Dette ses i billedet til højre. Er med stor sandsynlighed over 4000.
Reynolds tal er opkaldt efter Osborne Reynolds, som fremsatte begrebet i 1883.
 Der er for få eller ingen kildehenvisninger i denne artikel, hvilket er et problem. Du kan hjælpe ved at angive troværdige kilder til de påstande, som fremføres i artiklen.